# Massac-Séran
Massac-Séran är en kommun i departementet Tarn i regionen Occitanien i södra Frankrike. Kommunen ligger i kantonen Saint-Paul-Cap-de-Joux som tillhör arrondissementet Castres. År 2022 hade Massac-Séran 493 invånare.

## Befolkningsutveckling
Antalet invånare i kommunen Massac-Séran
| Referens: INSEE |